# Нурабад (Хомейн)
Нурабад (перс. نوراباد) — село в Ірані, у дегестані Ашна-Хвор, у Центральному бахші, шагрестані Хомейн остану Марказі. За даними перепису 2006 року, його населення становило 167 осіб, що проживали у складі 44 сімей.